# ميديابو
ميديابو هي بلدة في مقاطعة كاسان في ولاية قشقداريا في أوزبكستان.